# 台灣新民謠
台灣新民謠是台灣日治時代大正期後半（1920年）至昭和期，由在台灣的日本內地人創作的描寫台灣景色、風俗、民情的歌謠。

## 概要
1920年代，野口雨情、中山晉平、佐藤千夜子等人開始推廣新民謠運動。1927年，隨著日本新民謠的流行，「台灣新聞社」邀請野口等人來台與台灣音樂界人士交流。1928年左右，這些新民謠隨著唱片引進台灣，同年，台灣總督府開始推動台灣新民謠，由總督府文教局所轄之台灣教育會主辦「台灣の歌（台灣之歌）」活動，共選出20件以日文歌詞描寫台灣景色、風俗、民情的作品，其中「水牛」等作品被編入公學校音樂課本中。1929年，台灣教育會和古倫美亞唱片合作將「台灣の歌」中的六首歌曲錄製唱片發售。之後，古倫美亞等公司分別推出台灣新民謠的唱片，例如〈台灣音頭〉、〈台北音頭〉、〈北投小唄〉、〈蕃山小唄〉等眾多作品，這些新民謠影響了當時的台語流行歌。

## 外部來源
- 陳培豐. . 衛城出版. 2020年. ISBN 9789869938136.
- 林良哲. . 左岸文化. 2022年. ISBN 9786269505128.